# Chewsville
Chewsville és una concentració de població designada pel cens dels Estats Units a l'estat de Maryland. Segons el cens del 2000 tenia 293 habitants.

## Demografia
Segons el cens del 2000, Chewsville tenia 293 habitants, 117 habitatges, i 74 famílies. La densitat de població era de 136,3 habitants per km².
Dels 117 habitatges en un 29,9% hi vivien nens de menys de 18 anys, en un 51,3% hi vivien parelles casades, en un 7,7% dones solteres, i en un 35,9% no eren unitats familiars. En el 29,1% dels habitatges hi vivien persones soles el 9,4% de les quals corresponia a persones de 65 anys o més que vivien soles. El nombre mitjà de persones vivint en cada habitatge era de 2,5 i el nombre mitjà de persones que vivien en cada família era de 3,15.
Per edats la població es repartia de la següent manera: un 29% tenia menys de 18 anys, un 6,5% entre 18 i 24, un 30% entre 25 i 44, un 22,5% de 45 a 60 i un 11,9% 65 anys o més.
L'edat mediana era de 37 anys. Per cada 100 dones de 18 o més anys hi havia 94,4 homes.
La renda mediana per habitatge era de 28.482 $ i la renda mediana per família de 31.302 $. Els homes tenien una renda mediana de 26.250 $ mentre que les dones 24.844 $. La renda per capita de la població era de 12.617 $. Entorn del 22,7% de les famílies i el 22,7% de la població estaven per davall del llindar de pobresa.

## Poblacions més properes
El següent diagrama mostra les poblacions més properes.